# Liste der Kulturdenkmale in Nebra (Unstrut)
In der Liste der Kulturdenkmale in Nebra (Unstrut) sind alle Kulturdenkmale der Stadt Nebra (Unstrut) und ihrer Ortsteile aufgelistet. Grundlage ist das Denkmalverzeichnis des Landes Sachsen-Anhalt, das auf Basis des Denkmalschutzgesetzes des Landes Sachsen-Anhalt vom 21. Oktober 1991 durch das Landesamt für Denkmalpflege und Archäologie Sachsen-Anhalt erstellt und seither laufend ergänzt wurde (Stand: 31. Dezember 2023).

## Kulturdenkmale nach Ortsteilen

### Großwangen
| Lage                                                                          | Bezeichnung    | Beschreibung | Erfassungs- nummer | Ausweisungsart | Bild           |
| ----------------------------------------------------------------------------- | -------------- | --- | ------------------ | -------------- | -------------- |
| an der Kreisstraße Großwangen–Nebra, ca. 1 km östlich der Ortslage Großwangen | Denkmal        | | 094 83951          | Baudenkmal     |                |
| Am Dorfplatz (Karte)                                                          | Kirche         | Die Chorturmanlage wurde im Jahr 1716 nach den Plänen des damaligen Pfarrers Georg Heinrich Zincke umgestaltet. Das Untergeschoss des romanischen Turms wurde dabei in den Neubau mit einbezogen. Die Kirche besitzt ein steil proportioniertes Rechteckschiff mit einem eingezogenen quadratischen Chor. Im Innern befindet sich eine flachbogige Holztonnendecke. Der Kanzelaltar der Kirche stammt aus dem ersten Drittel des 18. Jahrhunderts. Seitlich an dessen Korb befinden sich geschnitzte Weinlaubsäulen, am geschweiften Aufsatz ist eine Strahlenglorie zu sehen. | 094 83999          | Baudenkmal     | Weitere Bilder |
| Am Dorfplatz (Karte)                                                          | Kriegerdenkmal | | 094 83998          | Baudenkmal     | Kriegerdenkmal |
| Am Dorfplatz 8 (Karte)                                                        | Bauernhof      | | 094 30008          | Baudenkmal     | BW             |
| Am Dorfplatz 11 (Karte)                                                       | Wohnhaus       | | 094 84001          | Baudenkmal     | BW             |
| Am Schacht (Karte)                                                            | Bergwerk       | Kaliwerk Rossleben, Abt. Georg-Unstrut | 094 83997          | Baudenkmal     | Bergwerk       |

### Kleinwangen
| Lage                                | Bezeichnung        | Beschreibung | Erfassungs- nummer | Ausweisungsart | Bild           |
| ----------------------------------- | ------------------ | --- | ------------------ | -------------- | -------------- |
| Am Sportplatz 11 (Karte)            | Wohnhaus           | | 094 83988          | Baudenkmal     | BW             |
| An der Steinklöbe 9, 10, 13 (Karte) | Verwaltungsgebäude | | 094 83989          | Baudenkmal     | Weitere Bilder |
| Nebraer Straße (Karte)              | Kirche             | Die evangelische Dorfkirche besitzt ein barockes Schiff mit einem eingezogenen rechteckigem Chor. Über diesem befindet sich ein Turmaufsatz. Im Innern der Kirche befindet sich eine dreiseitige hölzerne Empore. | 094 83992          | Baudenkmal     | Weitere Bilder |
| Nebraer Straße 14 (Karte)           | Wohnhaus           | | 094 83996          | Baudenkmal     | BW             |
| Nebraer Straße 19 (Karte)           | Wohnhaus           | | 094 83993          | Baudenkmal     | BW             |
| Nebraer Straße 22 (Karte)           | Wohnhaus           | | 094 83994          | Baudenkmal     | BW             |
| Nebraer Straße 23 (Karte)           | Bauernhof          | | 094 83991          | Baudenkmal     | BW             |
| Nebraer Straße 29 (Karte)           | Tor                | | 094 83990          | Baudenkmal     | BW             |
| Unter den Linden (Karte)            | Kriegerdenkmal     | | 094 83986          | Baudenkmal     | Kriegerdenkmal |
| Unter den Linden 1 (Karte)          | Bauernhof          | | 094 83987          | Baudenkmal     | BW             |

### Nebra (Unstrut)
| Lage | Bezeichnung        | Beschreibung                                        | Erfassungs- nummer | Ausweisungsart                   | Bild           |
| --- | ------------------ | --------------------------------------------------- | ------------------ | -------------------------------- | -------------- |
| (Karte) | Stadtmauer         |                                                     | 094 30044          | Baudenkmal                       | Weitere Bilder |
| an der Straße Nebra-Wennungen auf dem sog. „Katzel“, südl. auf Böschung neben der Fahrbahn | Gedenkstein        |                                                     | 094 84388          | Kleindenkmal                     |                |
| Altenburgstraße 1 (Karte) | Wohnhaus           |                                                     | 094 82940          | Baudenkmal                       | Wohnhaus       |
| August-Bebel-Straße 5, 7, 9, 11, 13, 15, 17, 17a (Karte) | Straßenzeile       |                                                     | 094 82943          | Denkmalbereich                   | Straßenzeile   |
| August-Bebel-Straße, Brauergasse, Breite Straße, Entenplan, Kirchweg, Kleine Schloßgasse, Klippenteich, Kollerhof, Lämmergasse, Laternengasse, Lederberg, Markt, Pfarrgasse, Poststraße, Promenade, Reinsdorfer Straße, Schloßberg, Schloßgasse Wasserweg (Karte) | Stadtgrundriß      |                                                     | 094 82932          | Denkmalbereich                   | Stadtgrundriß  |
| B 250 an der B 250 am Ortsausgang Nebra Richtung Wippach-Bad Bibra (Karte) | Wegweiser          |                                                     | 094 30580          | Kleindenkmal                     | Wegweiser      |
| Bahnhofstraße (Karte) | Bahnhof            |                                                     | 094 82980          | Baudenkmal                       | Weitere Bilder |
| Bahnhofstraße am südlichen Brückenkopf der Unstrutbrücke (Karte) | Skulptur           | Unstrutbrücke                                       | 094 82933          | Baudenkmal                       | Skulptur       |
| Bahnhofstraße 2 (Karte) | Mühle              | Schloßmühle                                         | 094 30045          | Baudenkmal                       | Weitere Bilder |
| Bahnhofstraße 11, 13, 15, 17, 19, 21, 23, 27, 29, 31, 33, 35, (Karte) | Straßenzeile       |                                                     | 094 82934          | Denkmalbereich                   | Straßenzeile   |
| Bahnhofstraße 41 (Karte) | Bauernhof          |                                                     | 094 82936          | Baudenkmal                       | BW             |
| Breite Straße | Stadttor           | Untertor                                            | 094 82944          | Baudenkmal                       |                |
| Breite Straße 1, 2, 3, 4, 5, 6, 7, 8, 9, 10, 11, 12, 13, 14, 15, 16, 17, 18, 19, 20, 21, 22, 23, 24, 25, 26, 27, 28, 29, 30, 31, 31a, 32, 33, 34, 35, 36, 37, 38, 40 (Karte)                                                                                      | Straßenzug         | Straßenzug                                          | 094 82947          | Teilobjekt eines Denkmalbereichs | Weitere Bilder |
| Breite Straße 16 (Karte) | Wohnhaus           |                                                     | 094 82948          | Baudenkmal                       | Wohnhaus       |
| Breite Straße 18 (Karte) | Wohnhaus           | Hedwig-Courths-Mahler-Haus                          | 094 82949          | Baudenkmal                       | Wohnhaus       |
| Breite Straße 19 Wasserweg 1, 2, 3, 4, 5, 6, 7, 8, 9, 10, 11, 12, 13, 14, 15, 16, 17, 18, 19, 20, 21, 23 (Karte) | Straßenzug         | Straßenzug                                          | 094 82937          | Teilobjekt eines Denkmalbereichs | BW             |
| Breite Straße 28 (Karte) | Heimatmuseum Nebra | ehemaliges Wohnhaus, jetzt als Heimatmuseum genutzt | 094 82950          | Baudenkmal                       | Weitere Bilder |
| Breite Straße 31 (Karte) | Wohnhaus           |                                                     | 094 82951          | Baudenkmal                       | Wohnhaus       |
| Breite Straße 33 (Karte) | Apotheke           |                                                     | 094 82952          | Baudenkmal                       | Apotheke       |
| Breite Straße 34 (Karte) | Bauernhof          |                                                     | 094 82953          | Baudenkmal                       | Bauernhof      |
| Breite Straße 37 (Karte) | Bauernhof          |                                                     | 094 82954          | Baudenkmal                       | Bauernhof      |
| Breite Straße 40 (Karte) | Wohnhaus           |                                                     | 094 82955          | Baudenkmal                       | Wohnhaus       |
| Breite Straße 44 (Karte) | Vereinshaus        |                                                     | 094 82956          | Baudenkmal                       | Vereinshaus    |
| Entenplan 7 (Karte) | Wohnhaus           |                                                     | 094 82970          | Baudenkmal                       | BW             |
| Grabmühlenweg 12 | Wohnhaus           |                                                     | 094 82942          | Baudenkmal                       |                |
| Kirchweg 1 (Karte) | Wohnhaus           |                                                     | 094 82963          | Baudenkmal                       | BW             |
| Kirchweg 13, Reinsdorfer Straße 1, 2, 3, 4, 5, 6, 7, 8, 9, 10, 11, 12, 14, 15 (Karte) | Straßenzug         | Straßenzug                                          | 094 82965          | Teilobjekt eines Denkmalbereichs | BW             |
| Kollerhof 5 (Karte) | Wohnhaus           |                                                     | 094 82978          | Baudenkmal                       | BW             |
| Laternengasse 1, 2, 3, 4, 5, 6, 7, 8, 9, 10, 11, 12, 13, 14, 15, 17, 19 (Karte) | Straßenzug         | Straßenzug                                          | 094 82974          | Teilobjekt eines Denkmalbereichs | Straßenzug     |
| Lederberg | Scheune            |                                                     | 094 82967          | Baudenkmal                       |                |
| Lederberg 9 (Karte) | Wohnhaus           |                                                     | 094 82966          | Baudenkmal                       | BW             |
| Lämmergasse 1, 2, 3, 4, 5, 6, 9 (Karte) | Straßenzug         | Straßenzug                                          | 094 82977          | Teilobjekt eines Denkmalbereichs | BW             |
| Markt (Karte) | Kirche             | St. Georg                                           | 094 82958          | Baudenkmal                       | Weitere Bilder |
| Markt 2 (Karte) | Wohnhaus           |                                                     | 094 82961          | Baudenkmal                       | BW             |
| Markt 5 (Karte) | Wohnhaus           |                                                     | 094 82960          | Baudenkmal                       | Wohnhaus       |
| Markt 1, 2, 3, 4, 5, 6, 7 (Karte) | Platz              | Marktplatz                                          | 094 82959          | Teilobjekt eines Denkmalbereichs | BW             |
| Oberteich 11 (Karte) | Schäferei          |                                                     | 094 82957          | Baudenkmal                       | BW             |
| Pfarrgasse 5 (Karte) | Wohnhaus           |                                                     | 094 82975          | Baudenkmal                       | BW             |
| Pfarrgasse 6 (Karte) | Pfarrhaus          |                                                     | 094 82976          | Baudenkmal                       | BW             |
| Poststraße 4 (Karte) | Villa              | Villa                                               | 094 82939          | Baudenkmal                       | Villa          |
| Poststraße 6 (Karte) | Postamt Nebra      | Postamt                                             | 094 82946          | Baudenkmal                       | Postamt Nebra  |
| Poststraße 3, 5, 7, 9, 11, 13, 15, 17 (Karte) | Straßenzeile       | Straßenzeile                                        | 094 82945          | Teilobjekt eines Denkmalbereichs | BW             |
| Promenade 13, 13a (Karte) | Schule             |                                                     | 094 82962          | Baudenkmal                       | Schule         |
| Reinsdorfer Straße 3 (Karte) | Wohnhaus           |                                                     | 094 30171          | Baudenkmal                       | BW             |
| Reinsdorfer Straße 12 (Karte) | Wohnhaus           |                                                     | 094 82964          | Baudenkmal                       | BW             |
| Rosental 2, 3, 4, 5, 6, 7, 8, 9, 10, 11, 12, 13, 14, 15, 16, 18, 20, 22, 24, 26, 28 (Karte) | Straßenzug         |                                                     | 094 82941          | Denkmalbereich                   | BW             |
| Schloßhof (Karte) | Burg               |                                                     | 094 82972          | Baudenkmal                       | Weitere Bilder |
| Schloßhof (Karte) | Park               | Schloßpark                                          | 094 82973          | Baudenkmal                       | Park           |
| Schloßhof 1, 2, 3, 4, 6, Schloßstraße 1, 2 (Karte) | Schloss            | Neues Schloß                                        | 094 82971          | Denkmalbereich                   | Weitere Bilder |
| Unter der Altenburg 1 (Karte) | Wohnhaus           |                                                     | 094 82938          | Baudenkmal                       | BW             |
| Wangener Straße 3 (Karte) | Wohnhaus           |                                                     | 094 82935          | Baudenkmal                       | BW             |
| Wasserweg 20 (Karte) | Scheune            |                                                     | 094 82968          | Baudenkmal                       | BW             |
| Wetzendorfer Straße ca. 1 km östlich von Nebra, etwa 200 m südlich der Wetzendorfer Straße | Brunnen            |                                                     | 094 30184          | Baudenkmal                       |                |
| Wetzendorfer Straße auf dem Friedhof (Karte) | Kriegerdenkmal     |                                                     | 094 82979          | Baudenkmal                       | BW             |

### Reinsdorf
| Lage                                              | Bezeichnung     | Beschreibung | Erfassungs- nummer | Ausweisungsart | Bild           |
| ------------------------------------------------- | --------------- | --- | ------------------ | -------------- | -------------- |
| Bahnhofsweg nördlich außerhalb des Dorfes (Karte) | Bahnhof         | Bahnhof Vitzenburg | 094 83955          | Baudenkmal     | Bahnhof        |
| Dorfstraße                                        | Kriegerdenkmal  | | 094 83960          | Baudenkmal     |                |
| Dorfstraße 8 (Karte)                              | Taubenturm      | | 094 83958          | Baudenkmal     | BW             |
| Dorfstraße 16 (Karte)                             | Bauernhof       | | 094 83964          | Baudenkmal     | BW             |
| Dorfstraße 21 (Karte)                             | Wohnhaus        | | 094 83959          | Baudenkmal     | Wohnhaus       |
| Dorfstraße 9, 10, 11 (Karte)                      | Anger           | | 094 83957          | Denkmalbereich | BW             |
| Fischgasse 7 (Karte)                              | Hochwassermarke | 2 HWM am Alten Fährhaus | 094 83484          | Baudenkmal     | BW             |
| Lange Gasse                                       | Mausoleum       | | 094 83962          | Baudenkmal     |                |
| Unterdorf 8 (Karte)                               | Pfarrhof        | Das Pfarrhaus befindet sich am östlichen Ortsrand und ist ein für die Region typischer, im Jahr 1780 aus Sandsteinquadern errichteter Bau. Das Haus besitzt ein hohes Krüppelwalmdach mit Fledermausgaupen. | 094 83963          | Baudenkmal     | BW             |
| Unterdorf 10 (Karte)                              | Wohnhaus        | | 094 83961          | Baudenkmal     | BW             |
| Zugmantel westlich, außerhalb des Ortes (Karte)   | Kirche          | Hauptartikel: St. Johannes Baptista | 094 83956          | Baudenkmal     | Weitere Bilder |

## Ehemalige Kulturdenkmale nach Ortsteilen
Die nachfolgenden Objekte waren ursprünglich ebenfalls denkmalgeschützt oder wurden in der Literatur als Kulturdenkmale geführt. Die Denkmale bestehen heute jedoch nicht mehr, ihre Unterschutzstellung wurde aufgehoben oder sie werden nicht mehr als Denkmale betrachtet.

### Großwangen
| Lage                 | Bezeichnung | Beschreibung | Erfassungs- nummer | Ausweisungsart | Bild |
| -------------------- | ----------- | ------------ | ------------------ | -------------- | ---- |
| Memlebener Straße 16 | Bauernhof   |              | 094 84000          |                |      |

### Nebra
| Lage                | Bezeichnung | Beschreibung                                                                                                | Erfassungs- nummer | Ausweisungsart | Bild |
| ------------------- | ----------- | --- | ------------------ | -------------- | ---- |
| Entenplan 1 (Karte) | Wohnhaus    | Im Jahr 2018 wurde das Wohnhaus nach einer ungenehmigten Zerstörung aus dem Denkmalverzeichnis ausgetragen. | 094 82969          | Baudenkmal     | BW   |

## Legende
In den Spalten befinden sich folgende Informationen:
- Lage: Nennt den Straßennamen und wenn vorhanden die Hausnummer des Kulturdenkmals. Die Grundsortierung der Liste erfolgt nach dieser Adresse. Der Link „Karte“ führt zu verschiedenen Kartendarstellungen und nennt die geographischen Koordinaten.
Link zu einem Kartenansichtstool, um Koordinaten zu setzen. In der Kartenansicht sind Baudenkmale ohne Koordinaten mit einem roten bzw. orangen Marker dargestellt und können in der Karte gesetzt werden. Baudenkmale ohne Bild sind mit einem blauen bzw. roten Marker gekennzeichnet, Baudenkmale mit Bild mit einem grünen bzw. orangen Marker.
- Offizielle Bezeichnung: Nennt den Namen, die Bezeichnung oder zumindest die Art des Kulturdenkmals und verlinkt, soweit vorhanden, auf den Artikel zum Objekt.
- Beschreibung: Nennt bauliche und geschichtliche Einzelheiten des Kulturdenkmals, vorzugsweise die Denkmaleigenschaften.
- Erfassungsnummer: Für jedes Kulturdenkmal wird in Sachsen-Anhalt eine 20stellige Erfassungsnummer vergeben. Die letzten zwölf Ziffern werden für die Untergliederung nach Teilobjekten genutzt und werden nur angegeben, soweit vergeben. In dieser Spalte kann sich folgendes Icon  befinden, dies führt zu Angaben zu diesem Baudenkmal bei Wikidata.
- Ausweisungsart: Die Einordnung des Denkmales nach § 2 Abs. 2 DenkmSchG LSA
- Bild: Ein Bild des Denkmales, und gegebenenfalls einen Link zu weiteren Fotos des Kulturdenkmals im Medienarchiv Wikimedia Commons. Wenn man auf das Kamerasymbol klickt, können Fotos zu Kulturdenkmalen aus dieser Liste hochgeladen werden: